# Đồng Hới
Đồng Hới je glavno mesto vietnamske Quảng Bình (pokrajina). Od Hanoja je oddaljeno 500 km od Sajgona pa 1230 km. Reka, ki teče skozi mesto, se imenuje Dišeča reka. Izvira 60 km zahodno od mesta.
Vietnamski narodni park Phong Nha-Ke Bang blizu vietnamsko-kitajske meje in 50 km vzhodno od mesta Dong Hoi.
Mesto oskrbuje letališče Đồng Hới, ki leži 6 km severno od Đồng Hớija.